# Fomoria hypericifolia
Fomoria hypericifolia är en fjärilsart som beskrevs av Inoue et al. 1982. Fomoria hypericifolia ingår i släktet Fomoria och familjen dvärgmalar. Inga underarter finns listade i Catalogue of Life.